# Magdagači
Magdagači è una cittadina dell'estremo oriente russo, situata nella oblast' dell'Amur. Dipende amministrativamente dal rajon Magdagačinskij, del quale è il capoluogo.
Sorge nella parte centrale della oblast', lungo la ferrovia Transiberiana, non lontano dal confine con la Cina.